# Fungu Yasini
Fungu Yasini ist eine kleine Insel, die nördlich von Dar es Salaam, der größten Stadt und Regierungssitz von Tansania, liegt. Die unbewohnte, vegetationslose Sandbank liegt nur knapp über der Meeresoberfläche an der Nordwestecke eines drei Kilometer langen und maximal 1,4 km breiten Korallenriffs. Fungu Yasini ist eine der vier Inseln des Meeresschutzgebietes Dar es Salaam Marine Reserve.